# ویلبورد پارک (میسوری)
ویلبورد پارک (به انگلیسی: Wilbur Park) یک روستا (ایالات متحده آمریکا) در ایالات متحده آمریکا است که در شهرستان سنت لوئیس، میزوری واقع شده‌است.
 ویلبورد پارک ۰٫۱۵ کیلومتر مربع مساحت و ۴۷۱ نفر جمعیت دارد و ۱۵۹ متر بالاتر از سطح دریا واقع شده‌است.